# ГЕС Yànzipō
ГЕС Yànzipō (燕子坡水电站) — гідроелектростанція на півдні Китаю у провінції Юньнань. Знаходячись між ГЕС Wànniánqiáo (вище по течії) та ГЕС Yángliǔtān, входить до складу каскаду на річці Hengjiang, правій притоці Дзинші (верхня течія Янцзи).
У межах проєкту річку перекрили бетонною греблею, яка утримує водосховище з об'ємом 16,2 млн м3 (корисний об'єм 0,4 млн м3) та нормальним рівнем поверхні на позначці 364 метри НРМ.
Пригреблевий машинний зал обладнали двома турбінами потужністю по 32 МВт, які використовують напір у 19 метрів та забезпечують виробництво 300 млн кВт·год електроенергії на рік.